# 四家子镇 (敖汉旗)
四家子镇，是中华人民共和国内蒙古自治区赤峰市敖汉旗下辖的一个乡镇级行政单位。

## 行政区划
四家子镇下辖以下地区：
解放村、长力哈达村、小古力吐村、下房申村、五马沟村、四家子村、扣河林村、老虎山村、闫杖子村、牛夕河村、池家湾子村、南大城村、热水汤村、大古立吐村、东井村、林家地村和南双庙村。